# Schwarzbach (Elmstein)
Schwarzbach ist ein Weiler, der zur im rheinland-pfälzischen Landkreis Bad Dürkheim gelegenen Ortsgemeinde Elmstein gehört und gleichzeitig deren am weitesten westlich liegende Siedlung.

## Lage
Der verhältnismäßig kleine Ort bildet siedlungsmäßig den westlichen Abschluss des Landkreises Bad Dürkheim und liegt rund acht Kilometer westlich der Kerngemeinde mitten in der Frankenweide, wie der mittlere Teil des  Pfälzerwaldes genannt wird, unmittelbar an der Gemarkungsgrenze zur Ortsgemeinde Trippstadt, die bereits zum Landkreis Kaiserslautern gehört. Lediglich wenige hundert Meter entfernt befindet sich der bereits zu letzterer gehörende Weiler Johanniskreuz. Nordwestlich von Schwarzbach erstreckt sich das insgesamt 488 Meter hohe Schwarzeneck. Weitere nahegelegene Ortschaften sind die ebenfalls zu Elmstein gehörenden Annexen Speyerbrunn und Erlenbach. Im Ort selbst entspringt der namensgebende Schwarzbach, ein Nebenfluss des Speyerbachs. Der Ort ist von Waldflächen umgeben.

## Geschichte
Nach einem amtlichen Ortschaftenverzeichnis für den Freistaat Bayern aus dem Jahr 1928 lebten im Weiler Schwarzbach, seinerzeit zur Landgemeinde Wilgartswiesen-Hofstätten im bayerischen Regierungsbezirk Pfalz und zum Bezirksamt Bergzabern gehörend, insgesamt 55 Einwohner in neun Wohngebäuden, die nächste Schule war in Speyerbrunn.
Nach dem Zweiten Weltkrieg wurde Schwarzbach Teil des damals neu gebildeten Landes Rheinland-Pfalz. Im Rahmen der ersten rheinland-pfälzischen Verwaltungsreform wechselte er am 7. Juni 1969 er als Bestandteil der inzwischen Wilgartswiesen heißenden Gemeinde vom aufgelösten Landkreis Bergzabern in den Landkreis Pirmasens. Im Zuge einer Flurbereinigung zum 1. Januar 1976 wurde Schwarzbach zusammen mit den benachbarten Orten Erlenbach und Speyerbrunn Elmstein zugeschlagen. Damit einhergehend fand ein erneuter Kreiswechsel statt; seither liegt der Ort im Landkreis Bad Dürkheim.

## Religion
Die protestantischen Einwohner gehörten 1928 zur Pfarrei Trippstadt, die Katholiken zu Elmstein. Nächstgelege Kirche ist seit 1931 die St. Wendelinus und Hubertus in Speyerbrunn.

## Infrastruktur

### Verkehr
Unmittelbar nördlich des Ortes verläuft die Landesstraße 499, die den von Waldfischbach-Burgalben nach Frankeneck führt. Von dieser zweigt die Kreisstraße 41, die das Siedlungsgebiet von Schwarzbach anbindet. Westlich führt unweit des Ortes in Nord-Süd-Richtung die Bundesstraße 48.

### Tourismus
Vor Ort befindet sich eine Pension; zudem liegt Schwarzbach an der Nordroute des Pfälzer Jakobsweges. Etwas nördlich von Schwarzbach verlaufen die Fernwanderwege Saar-Rhein-Main und Nahegau-Wasgau-Vogesen. Hinzu kommen ein weiterer Wanderweg,  der mit einem grünen Kreuz gekennzeichnet ist und der von Freinsheim bis zum Erlenkopf führt sowie die Tour 5 des Mountainbikepark Pfälzerwald.